# Liolaemus williamsi
Liolaemus williamsi este o specie de șopârle din genul Liolaemus, familia Tropiduridae, descrisă de Raymond Ferdinand Laurent în anul 1992. Conform Catalogue of Life specia Liolaemus williamsi nu are subspecii cunoscute.